# Белуха
 Тази статия е за върха в Азия.  За вида китове вижте Белуга.  
Белуха (на руски: Белуха, на южно-алт: Ӱч-Сӱмер („Триглав“) или Кадын-Бажы („Връх на катуна“), казахски: Мұзтау Шыңы) е връх на границата между Казахстан и Русия. Намира се на територията на Уст-Коксинския район на Република Алтай. Името на върха идва от обилния сняг, който покрива планината от върха до подножието.
Той е най-високата точка на планината Алтай с надморската си височина от 4506 m и един от най-големите планински върхове на Русия. Склоновете му са покрити с ледници, а от неговото подножие води началото си река Катун. През зимата най-ниските отрицателни температури на въздуха се наблюдават през януари – до −48 °С и остават ниски даже през март – до −5 °С.